# Орлівська сільська рада (Ямпільський район)
Орлі́вська сільська́ ра́да — колишній орган місцевого самоврядування в Ямпільському районі Сумської області. Адміністративний центр — село Орлівка.

## Загальні відомості
- Населення ради: 1 228 осіб (станом на 2001 рік)

## Населені пункти
Сільській раді підпорядковані населені пункти:
- с. Орлівка
- с. Ржане
- с. Шевченкове

## Склад ради
Рада складається з 16 депутатів та голови.
- Голова ради: Гончаров Володимир Володимирович
- Секретар ради: Клінцова Тетяна Миколаївна

### Керівний склад попередніх скликань
| Прізвище, ім'я, по батькові      | Основні відомості                                                               | Дата обрання | Дата звільнення |
| -------------------------------- | ------------------------------------------------------------------------------- | ------------ | --------------- |
| Радич Наталія Іванівна           | Сільський голова, 1975 року народження, позапартійна                            | 26.03.2006   | 31.10.2010      |
| Гончаров Володимир Володимирович | Сільський голова, 1963 року народження, освіта середня спеціальна, безпартійний | 31.10.2010   |                 |

Примітка: таблиця складена за даними сайту Верховної Ради України